# اکتن برنل
اکتن برنل (به انگلیسی: Acton Burnell) یک روستا و محله مدنی در بریتانیا است که در Shropshire واقع شده‌است.